# نو كوانج تشول
نو كوانغ تشول (بالكورية: 노광철؛ بالهانجا: 努光鐵؛ من مواليد 1956) هو جندي كوري شمالي، وجنرال بأربع نجوم، وعضو في المكتب السياسي، وهو وزير الدفاع الحالي.

## السيرة
وُلِد في عام 1956.
انتخب عضوا في الجمعية الشعبية العليا بعد انتخابات عام 2003 وانتخابات عام 2009. وفي مؤتمر الممثلين في سبتمبر 2010، انتخب عضوا بديلا (مرشحا) في اللجنة المركزية لحزب العمال الكوري. وفي ديسمبر 2011، توفي كيم جونج إيل وتم ضمه كأحد أعضاء لجنة جنازته.
في يونيو 2018، تمت ترقيته من نائب أول وزير إلى وزير القوات المسلحة الشعبية.
في 12 يونيو 2018، اجتمع ترامب وكيم جونج أون في سنغافورة. في الاجتماع، أراد ترامب مصافحة نو، الذي كان يرافق كيم جونج أون في الاجتماع، لكن نو لم يصافحه بل ألقى التحية على ترامب. وبعد تردد ترامب، ألقى التحية عليه وتصافح الاثنان. ولأن الولايات المتحدة وكوريا الشمالية لا تزالان في حالة حرب من الناحية الفنية، فقد أثارت تحية ترامب الجدل والانتقادات لترامب في الولايات المتحدة.
في 21 ديسمبر 2019، تم استبداله بكيم جونغ جوان. من 12 أبريل 2019 إلى 12 أبريل 2020، شغل منصب عضو في لجنة شؤون الدولة. منذ إقالته من منصب الوزير، ورد أن نو ترأس معهدًا للأبحاث تابعًا لهيئة الأركان العامة للجيش الشعبي الكوري، ولوحظ حضوره اجتماعات بما في ذلك الاجتماعات الموسعة للجنة العسكرية المركزية لحزب العمال الكوري.
في 8 أكتوبر 2024، خلال الدورة الحادية عشرة للجمعية الشعبية العليا الرابعة عشرة، أعيد تعيين نو كوانج تشول وزيراً للدفاع.